# Bassek Ba Kobhio
Bassek Ba Kobhio (geb. 1957, Ninje, Cameroun) ist ein kamerunischer Filmemacher, Schriftsteller und Gründer des Ecrans Noirs Festival-Film Festivals in Yaoundé, Kamerun. Er ist auch der Direktor des Higher Institute of Cinema and Audiovisual Professionals of Central Africa (ISCAC) in Yaoundé.

## Leben
Bassek Ba Kobhio wurde 1957 in Ninje geboren. Er begann als Schriftsteller und gewann bereits 1976 an der Highschool einen Preis für eine Kurzgeschichte.
Kobhios erster Spielfilm, Sango Malo (1991) war eine Adaptation seines Romans. Der Film erzählt von einem neuen Lehrer an einer Dorfschule, dessen Indifferenz gegenüber traditionellen Gebräuchen zu Konflikten mit dem Schulleiter führt und das Leben im Dorf in Aufruhr bringt. Sein zweiter Film, Le grand blanc de Lambaréné („Dergroße Weiße von Labaréné“, 1995), stellt die Komplexität des Charakters von Albert Schweitzer das. Trotz aller Unterschiede in Setting und Thema bieten beide Filme „ein lebendiges Porträt von fehlerbehafteten Idealisten, die Gutes tun möchten, aber autoritär, puritanisch und im Widerspruch zu ihrer Umgebung stehen und außerdem nachlässig gegenüber ihren Frauen“ („offer vivid portraits of flawed idealists who wish to do good, but are authoritarian, puritanical, at odds with their surroundings and neglectful towards their womenfolk“).
2003 arbeitete er mit Didier Ouénangaré an Le Silence de la Forêt („Die Stille des Waldes“), einer Adaptation eines Romans von Étienne Goyémidé.

## Werke

### Filme
- Sango Malo / The Village Teacher 1990.
- Le grand blanc de Lambaréné / The Great White Man of Lambaréné 1995.
- Musique s’en va-t-en guerre [Music goes to war] 1997. Documentary.
- mit Didier Ouénangaré: Le Silence de la Forêt / The Forest 2003.

### Bücher
- Sango Malo: le maître du canton [Sango Malo: the village teacher], Paris: L’Harmattan 1981.
- Les eaux qui débordent: nouvelles, Paris: L’Harmattan 1984.